# Le avventure di Fiocco di Neve
Le avventure di fiocco di neve (Floquet de Neu) è un film spagnolo del 2011, diretto da Andrés G. Schaer.
È ispirato ad un gorilla bianco realmente esistito, chiamato appunto Fiocco di Neve, che visse nello zoo di Barcellona dal 1966 al 2003.

## Trama
Un piccolo gorilla dal pelo bianco evade dallo zoo insieme ad un panda rosso per raggiungere una strega che potrebbe farlo diventare nero, in modo da essere fisicamente uguale agli altri gorilla. Un uomo lo bracca, con l'intenzione di cavargli il cuore per utilizzarlo come portafortuna.

## Incassi
In Italia ha guadagnato complessivamente 1 445 957 euro.